# Mikael Åkerfeldt
Lars Mikael Åkerfeldt (né le 17 avril 1974 à Stockholm, Suède) est un musicien suédois, principalement connu pour être l'actuel leader, chanteur, guitariste, compositeur et parolier pour le groupe de metal progressif à tendance death metal Opeth. Åkerfeldt est connu pour ses influences rock progressif notables sur sa façon d'écrire et son utilisation à la fois de la voix chantée et de la voix gutturale.
Mikael fut le chanteur d'Eruption, un groupe de death metal formé en 1988. Après la fin d'Eruption en 1990, Mikael rejoint Opeth comme bassiste. Quand le chanteur, David Isberg, a insisté pour que Åkerfeldt fasse partie du groupe, tous les autres membres le quittèrent. David reprend alors la place de guitariste. Quand il quitte Opeth deux ans plus tard, Mikael quitte sa place de bassiste pour celle de chanteur.
Åkerfeldt est un collectionneur d'obscurs disques de rock des années 1970 et de heavy metal.
Le 15 août 2003, Mikael Åkerfeldt se marie avec sa petite amie Anna. Le 13 septembre 2004, Anna donne naissance à leur fille, nommée Melinda. Aucun lien avec le personnage du concept-album Still Life d'Opeth, Åkerfeldt le dit lui-même dans une interview.

## Équipement

### Guitares électriques
1. PRS Custom 24 (Table flammée en carapace de tortue),
2. Gibson Flying V ('67 Reissue),
3. PRS Custom 24 (Table flammée bleue),
4. PRS Custom 24 (Dégradé de noir),
5. PRS Custom 24 (Noire),
6. Fender Stratocaster 1975 (Noire),
7. Fender Stratocaster 1972 Reissue (Noire),
8. Gibson Les Paul Standard (Tobacco Sunburst),
9. B.C. Rich Mockingbird (Noire),
10. PRS 22 fret Modern Eagle (Table flammée grise),
11. PRS Modern Eagle Single Cut 24 Fret (Table flammée carmin),
12. Gibson SG Standard 1961 Reissue,
13. PRS Custom 22 12-String (Noire),
14. PRS Custom 22 Single Cut (Dégradé de noir),
15. Jackson Guitars RR1 Black (dans les débuts),
16. PRS Signature Mike Akerfeldt

### Guitares acoustiques
1. CF Martin (Avec micro Fishman),
2. CF Martin,
3. Takamine 12 cordes,
4. Seagull (Avec micro Fishman),
5. Amalio Burguet 3am (Table en cèdre)
6. Landola CT/2/w

### Amplis
1. Laney GH100L avec baffle,
2. Laney VC100
3. Laney VC30
4. Fender 1000 Rocpro

### Micros

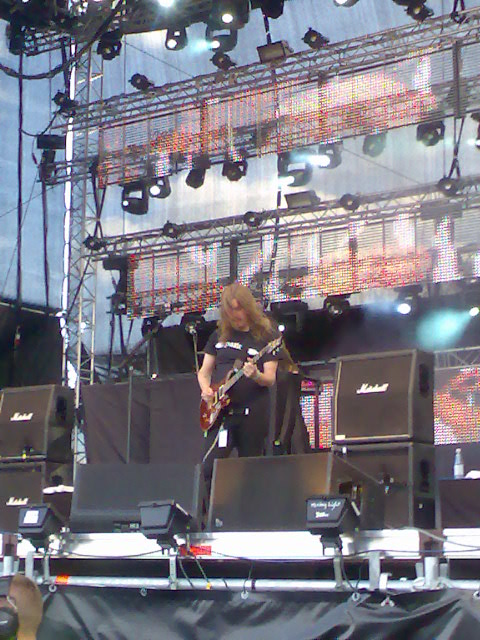
Mikael Åkerfeldt avec Opeth à Ruisrock 2008 (Turku, Finlande), le 7 juillet 2008.

- Shure

## Participations
- Ayreon : Mikael chante dans The Human Equation, la version de 2004.
- Bloodbath : Mikael a été le chanteur de Bloodbath de 2000 à 2004 et depuis 2008, sur les albums  Resurrection through Carnage et The Fathomless Mastery.  Il a aussi joué livé avec eux au festival Wacken Open Air en 2005.
- Edge of Sanity : Mikael a joué de la guitare et chanté pour l'album Crimson, sorti en 1996.
- Katatonia : il chante sur l'album de 1996 Brave Murder Day, et sur les trois chansons du EP Sounds of Decay, enregistré en 1997. Il fait aussi les chœurs sur Tonight's Decision.
- Sörskogen sur le seul morceau, "Mordet i Grottan".
- Steel: un projet parallèle de power metal épisodique de Dan Swanö et des membres Opeth, avec Mikael à la guitare.
- Roadrunner United: Mikael chante sur la chanson "Roads" avec le claviériste de Type O Negative, Josh Silver, sur l'album d'Anniversaire des 25 ans de Roadrunner Records Roadrunner United: The All-Star Sessions.
- Dream Theater : déclame sur la chanson Repentance de leur album de 2007 Systematic Chaos.
- Ihsahn : chante sur la chanson "Unhealer" de l'album AngL (2008)
- OSI : chante sur "Stockholm" de l'album Blood (2009)
- Storm Corrosion : en duo avec Steven Wilson, où il figure en tant que guitariste et chanteur sur l'album Storm Corrosion sorti en 2012
- Devin Townsend Project : Apporte sa voix sur la chanson Stand de l'album Deconstruction sorti en 2012